# Яррид, Андерс
Андерс Пер Яррид (швед. Anders Per Järryd; род. 13 июля 1961 в Лидчёпинге) — бывший шведский профессиональный теннисист, первая ракетка мира в мужском парном разряде. Восьмикратный победитель турниров Большого шлема, обладатель карьерного Большого шлема в мужском парном разряде. Победитель финального турнира WCT в одиночном разряде (1986) и четырёхкратный победитель финальных турниров года по версиям АТР и WCT в парном разряде, бронзовый призёр Олимпиады 1988 года в Сеуле в парном разряде. Трёхкратный (1984, 1985, 1987) обладатель Кубка Дэвиса в составе сборной Швеции.

## Спортивная карьера
Андерс Яррид провёл свои первые игры в профессиональных турнирах в 1980 году. В сентябре того же года выиграл свой первый «челленджер» в Мессине (Италия). В марте 1981 года выиграл свой первый турнир Гран-при в парном разряде в Линце (Австрия), где его партнёром был Ханс Симонссон, а через год победил там же и в одиночном разряде.
Симонссон оставался постоянным партнёром Яррида до начала 1985 года. За это время они выиграли 11 турниров, в том числе Открытый чемпионат Франции 1983 года и Итоговый турнир WCT среди пар 1984 года. Ещё четырежды они доходили до финала.
В 1983 году Яррид выходит со сборной Швеции в финал Кубка Дэвиса.  Он проводит за сборную четыре игры в одиночном и парном разрядах и одерживает в них шесть побед (однако в финале, в паре с Симонссоном, уступает соперникам из Австралии Макнами и Эдмонсону, а Швеция проигрывает Австралии с общим счётом 4–1. На следующий год Яррид со сборной вновь выходит в финал Кубка Дэвиса. В этом розыгрыше он одержал пять побед в семи встречах, в том числе и в финале, где они со Стефаном Эдбергом победили легендарных Джона Макинроя и Питера Флеминга, а сборная победила сборную США, также со счётом 4–1.
С 1985 по 1987 год Эдберг становится основным, хотя и не постоянным, партнёром Яррида. За эти годы они вместе выходят в финал 18 турниров и выигрывают 13 из них. Среди их побед за этот период — Открытый чемпионат Австралии и Открытый чемпионат США 1987 года и два финальных турнира Мастерс, за 1985 и 1986 год. В августе 1985 года он впервые поднимается на первую строчку рейтинга среди игроков в парном разряде, а незадолго до этого, благодаря выходу в полуфинал Уимблдонского турнира и участию в трёх финалах турниров Гран-при (включая победу в Брюсселе), занимает высшее в своей карьере пятое место и в рейтинге теннисистов-одиночников. В 1986 году Яррид добивается одного из своих важнейших успехов в одиночном разряде, победив в финале итогового турнира WCT в Далласе Бориса Беккера. Он также выигрывает Открытый чемпионат Франции 1987 года с американцем Робертом Сегусо. 
В 1985 году Яррид проводит шесть игр за сборную Швеции в четверть- и полуфинале Кубка Дэвиса против команд Индии и Австралии и одерживает шесть побед (в финале сборная без его помощи побеждает команду ФРГ). В 1986 году он доходит со сборной Швеции до финала командного чемпионата мира, но в финале проигрывает и одиночную встречу (Анри Леконту), и парную (Леконту и Ги Форже, в паре с Матсом Виландером). Со сборной Швеции он также доходит до финала Кубка Дэвиса, где его команда уступает Австралии. В 1987 году он во второй раз в карьере проходит со сборной весь путь в Кубке Дэвиса от первого круга и до победы в финале (5–0 против сборной Индии; Яррид выиграл в финале обе своих одиночных встречи).
1988 год становится для Яррида очередным годом смены партнёров. К концу года он уже регулярно выступает в паре с австралийцем Джоном Фицджеральдом, но на Олимпиаде в Сеуле снова становится в пару с Эдбергом. В полуфинале они проиграли испанцам Касалю и Санчесу и автоматически завоевали бронзовые награды. В одиночном разряде Яррид доходит до третьего круга, где проигрывает Карлу-Уве Штеебу. До этого на командном первенстве мира он в составе сборной Швеции второй раз доходит до финала, но вновь, как и два года назад, проигрывает, на сей раз американцам. В финале Кубка Дэвиса в конце года его команда проигрывает сборной ФРГ 1–4.
Сотрудничество Яррида с Фицджеральдом  продолжается до 1993 года. За это время пара выигрывает четыре турнира Большого шлема, в том числе Уимблдонский турнир 1989 года, победой в котором Яррид завершил завоевание карьерного Большого шлема в парах (неофициальный титул, получаемый игроком, выигравшим все турниры Большого шлема, но в разные годы), и чемпионат мира по версии АТР 1991 года. Всего вместе Фицджеральд и Яррид выиграли 12 турниров и ещё 13 раз играли в финале, включая три турнира Большого шлема и два итоговых турнира АТР. Яррид также ещё раз в 1989 году выходит со сборной Швеции в финал Кубка Дэвиса, где команда второй год подряд проигрывает немцам. Его второе выступление на Олимпиаде, в 1992 году в Барселоне, было неудачным: в паре с Эдбергом они выбыли из борьбы уже в первом круге, проиграв Джиму Курье и Питу Сампрасу.
В последние годы карьеры в одиночном разряде Яррид в основном выступает в небольших турнирах, в том числе и в «челленджерах». В парах в 1994 году его партнёром становится соотечественник Хенрик Хольм, а в 1995 и 1996 годах снова Фицджеральд и чех Мартин Дамм. За последние три года карьеры с этими тремя партнёрами Яррид участвует в семи финалах и выигрывает четыре из них. Последний финал в карьере он проводит с канадцем Даниэлем Нестором в Хертогенбосе (Нидерланды).

## Участие в финалах турниров Большого шлема в мужском парном разряде (13)

### Победы (8)
| Год  | Турнир                         | Партнёр          | Соперники в финале           | Счёт в финале           |
| 1983 | Открытый чемпионат Франции     | Ханс Симонссон   | Шервуд Стюарт Марк Эдмондсон | 7–6, 6–4, 6–2           |
| 1987 | Открытый чемпионат Австралии   | Стефан Эдберг    | Питер Дуган Лори Уордер      | 6–4, 6–4, 7–6           |
| 1987 | Открытый чемпионат США         | Стефан Эдберг    | Роберт Сегусо Кен Флэч       | 7–6, 6–2, 4–6, 5–7, 7–6 |
| 1987 | Открытый чемпионат Франции (2) | Роберт Сегусо    | Яник Ноа Ги Форже            | 6–7, 6–7, 6–3, 6–4, 6–2 |
| 1989 | Уимблдонский турнир            | Джон Фицджеральд | Рик Лич Джим Пух             | 3–6, 7–6, 6–4, 7–6      |
| 1991 | Открытый чемпионат Франции (3) | Джон Фицджеральд | Рик Лич Джим Пух             | 6–0, 7–5                |
| 1991 | Уимблдонский турнир (2)        | Джон Фицджеральд | Леонардо Лаваль Хавьер Франа | 6–3, 6–4, 6–7, 6–1      |
| 1991 | Открытый чемпионат США (2)     | Джон Фицджеральд | Скотт Дэвис Дэвид Пейт       | 3–6, 7–6, 6–4, 7–6      |

### Поражения (5)
| Год  | Турнир                         | Партнёр          | Соперники в финале          | Счёт в финале             |
| 1984 | Открытый чемпионат США         | Стефан Эдберг    | Джон Фицджеральд Томаш Шмид | 7–6, 6–3, 6–3             |
| 1986 | Открытый чемпионат Франции     | Стефан Эдберг    | Джон Фицджеральд Томаш Шмид | 3–6, 6–4, 3–6, 7–6, 14–12 |
| 1988 | Открытый чемпионат Франции (2) | Джон Фицджеральд | Андрес Гомес Эмилио Санчес  | 6–3 6–7, 6–4, 6–3         |
| 1988 | Уимблдонский турнир            | Джон Фицджеральд | Роберт Сегусо Кен Флэч      | 6–4, 2–6, 6–4, 7–6        |
| 1993 | Открытый чемпионат Австралии   | Джон Фицджеральд | Дани Виссер Лори Уордер     | 6–4, 6–3, 6–4             |

## Участие в финалах итоговых турниров WTC и ATP

### Одиночный разряд (1)
| Результат | Год  | Турнир              | Соперник в финале | Счёт в финале      |
| Победа    | 1986 | Итоговый турнир WCT | Борис Беккер      | 6–7, 6–1, 6–1, 6–4 |

### Парный разряд (6)
| Результат | Год  | Турнир                  | Партнёр          | Соперники в финале           | Счёт в финале            |
| Победа    | 1984 | Итоговый турнир WCT     | Ханс Симонссон   | Павел Сложил Томаш Шмид      | 1–6, 6–3, 3–6, 6–4, 6–3  |
| Победа    | 1985 | Итоговый турнир ATP     | Стефан Эдберг    | Матс Виландер Йоаким Нюстрём | 6–1, 7–6                 |
| Победа    | 1986 | Итоговый турнир ATP (2) | Стефан Эдберг    | Янник Ноа Ги Форже           | 6–3, 7–6, 6–3            |
| Поражение | 1989 | Итоговый турнир ATP     | Джон Фицджеральд | Джим Грабб Патрик Макинрой   | 5–7, 6–74, 7–5, 3–6      |
| Победа    | 1991 | Чемпионат мира ATP (3)  | Джон Фицджеральд | Роберт Сегусо Кен Флэч       | 6–4, 6–4, 2–6, 6–4       |
| Поражение | 1992 | Чемпионат мира ATP      | Джон Фицджеральд | Тодд Вудбридж Марк Вудфорд   | 2–6, 6–74, 7–5, 6–3, 3–6 |

## Выступления на командных турнирах

### Финалы командных турниров (7)

#### Победы (3)
| №  | Год  | Турнир       | Команда                                               | Соперник в финале                                 | Счёт |
| 1. | 1984 | Кубок Дэвиса | Швеция М. Виландер, Х. Сундстрём, С. Эдберг, А. Яррид | США Д. Ариас, Д. Коннорс, Д. Макинрой, П. Флеминг | 4-1  |
| 2. | 1985 | Кубок Дэвиса | Швеция М. Виландер, Й. Нюстрём, А. Яррид              | ФРГ Б. Беккер, М. Вестфаль, А. Маурер             | 3-2  |
| 3. | 1987 | Кубок Дэвиса | Швеция М. Виландер, Й. Нюстрём, А. Яррид              | Индия Р. Кришнан,В. Амритрадж,А. Амритрадж        | 5-0  |

#### Поражения (4)
| №  | Год  | Турнир       | Команда                                                | Соперник в финале                                         | Счёт |
| 1. | 1983 | Кубок Дэвиса | Швеция М. Виландер, Й. Нюстрём, А. Яррид, Х. Симонссон | Австралия П. Кэш, Д. Фицджеральд, М. Эдмондсон,П. Макнами | 2-3  |
| 2. | 1986 | Кубок Дэвиса | Швеция М. Пернфорс, С. Эдберг, А. Яррид                | Австралия П. Кэш, П. Макнами, Д. Фицджеральд              | 2-3  |
| 3. | 1988 | Кубок Дэвиса | Швеция М. Виландер, К. Карлссон, С. Эдберг, А. Яррид   | Германия Б. Беккер, Э. Елен, П. Кюнен, К. У. Штееб        | 1-4  |
| 4. | 1989 | Кубок Дэвиса | Швеция М. Виландер, Я. Гуннарссон, С. Эдберг, А. Яррид | Германия Б. Беккер, Э. Елен, К. У. Штееб                  | 2-3  |